# Шале (Эн)
Шале́ (фр. Chaley) — коммуна во Франции, находится в регионе Рона — Альпы. Департамент — Эн. Входит в состав кантона Сен-Рамбер-ан-Бюже. Округ коммуны — Белле.
Код INSEE коммуны — 01076.

## География
Коммуна расположена приблизительно в 410 км к юго-востоку от Парижа, в 60 км северо-восточнее Лиона, в 37 км к юго-востоку от Бурк-ан-Бреса.
По территории коммуны протекает река Альбарен. Почти вся территория коммуны покрыта лесами.

## Климат
Климат полуконтинентальный с холодной зимой и тёплым летом. Дожди бывают нечасто, в основном летом.

## Население
Население коммуны на 2010 год составляло 127 человек.
| 1962 | 1968 | 1975 | 1982 | 1990 | 1999 | 2010 |
| ---- | ---- | ---- | ---- | ---- | ---- | ---- |
| 276  | 278  | 171  | 106  | 107  | 107  | 127  |

## Администрация
| Период | Период | Фамилия          | Партия | Примечания |
| ------ | ------ | ---------------- | ------ | ---------- |
| 1947   | 1953   | Луи Бюшо         |        |            |
| 1953   | 1977   | Шарль Пенжон     |        |            |
| 1977   | 2008   | Жорж Дюпон       |        |            |
| 2008   | 2020   | Жан-Поль Персико |        |            |

## Экономика
В 2010 году среди 74 человек трудоспособного возраста (15—64 лет) 50 были экономически активными, 24 — неактивными (показатель активности — 67,6 %, в 1999 году было 69,5 %). Из 50 активных жителей работали 42 человека (22 мужчины и 20 женщин), безработных было 8 (5 мужчин и 3 женщины). Среди 24 неактивных 3 человека были учениками или студентами, 11 — пенсионерами, 10 были неактивными по другим причинам.